# Bonapartismo
El bonapartismo es una ideología política inspirada en la política llevada a cabo por el emperador francés Napoleón I. Bonapartismo y su derivado bonapartista son términos que pueden aplicarse tanto con criterio historiográfico como para referirse en los siglos XX y XXI a los partidarios de los pretendientes al trono imperial de Francia, frente a los pretendientes legitimistas y orleanistas.
Historiográficamente, designan a los partidarios de alguno de los miembros de la familia Bonaparte, especialmente a los de Napoleón Bonaparte (Napoleón I), a su hijo Napoleón II y a Napoleón III. También tuvo una utilización extensa en la Italia del Risorgimento. Menos frecuente, aunque posible, es el uso del término para referirse a los apoyos de José I Bonaparte, que en España se llamaron afrancesados.
En Córcega durante el siglo XX (y todavía en el siglo XXI), el Comité Central Bonapartiste fue muy activo en particular en la ciudad de Ajaccio, aunque su representación fue siempre muy minoritaria. En la actualidad, la Casa de Bonaparte tiene dos pretendientes al trono de Francia: Carlos Napoleón, descendiente de Jerónimo Bonaparte que era hermano de Napoleón I, y Juan Cristóbal Napoleón, su hijo, que fue designado por su abuelo para sucederle en contra de la opinión de Carlos.
Genéricamente, como término del vocabulario político aplicable a cualquier situación, es utilizado preferentemente de forma peyorativa, implicando la acusación de autoritarismo y populismo; [cita requerida] por ejemplo, en la práctica de resolver cuestiones políticas recurriendo al referéndum en circunstancias en que el gobernante impone su capacidad para manipular la opinión pública a su favor.